# Carl Jenkinson
Carl Daniel Jenkinson (født 8. februar 1992 Harlow, England) er en britisk fodboldspiller som spiller for Birmingham City. Han har tidligere spillet for blandt andet Arsenal.
Jenkinson står (pr. april 2018) noteret for én kamp for Englands landshold.